# Ulica Henryka Sienkiewicza w Białymstoku
Ulica Henryka Sienkiewicza (oficjalnie – ulica Sienkiewicza) – reprezentacyjna ulica Białegostoku, ciągnąca się od ul. Legionowej (os. Centrum) przez os. Sienkiewicza do wiaduktu z ul. Poleską i ul. Towarową.

## Pochodzenie nazwy
Ulica została nazwana dla upamiętnienia Henryka Sienkiewicza, pisarza żyjącego na przełomie XIX i XX wieku, noblisty.

## Otoczenie
Przy ulicy Henryka Sienkiewicza znajdują się m.in.:
- Restauracja Astoria, Empik (róg Rynku Kościuszki),
- Wydział Sztuki Lalkarskiej Akademii Teatralnej im. Aleksandra Zelwerowicza w Warszawie,
- najstarszy wieżowiec w Białymstoku (przy skrzyżowaniu z al. Piłsudskiego)
- Oddział Gazety Wyborczej,
- Wyższa Szkoła Gospodarowania Nieruchomościami w Białymstoku,
- Związek Nauczycielstwa Polskiego,
- Zespół Szkół Odzieżowych w Białymstoku,
- Komenda Wojewódzka Policji w Białymstoku,
- Powiatowy Urząd Pracy,
- Wojewódzki Sąd Administracyjny w Białymstoku
- Ośrodek Kształcenia Zawodowego Zakładu Doskonalenia Zawodowego,
- Dom dla bezdomnych Caritas Archidiecezji Białostockiej.
- Budynek dawnego Towarzystwa Przyjaźni Polsko-Radzieckiej (nr 2)

Są tu również budynki dawnej Biblioteki im. Szolema Alejchema, gimnazjum hebrajskiego, kamienic Izaaka Zabłudowskiego, kinoteatru Apollo, Gimnazjum Józefa Zeligmana, Józefa Lebenhafta i Jakuba Derczyńskiego oraz teatru miniatur Gilarino, stanowiące jedne z punktów otwartego w czerwcu 2008 r. Szlaku Dziedzictwa Żydowskiego w Białymstoku opracowanego przez grupę doktorantów i studentów UwB – wolontariuszy Fundacji Uniwersytetu w Białymstoku.

Wybrane kamienice przy ulicy Sienkiewicza
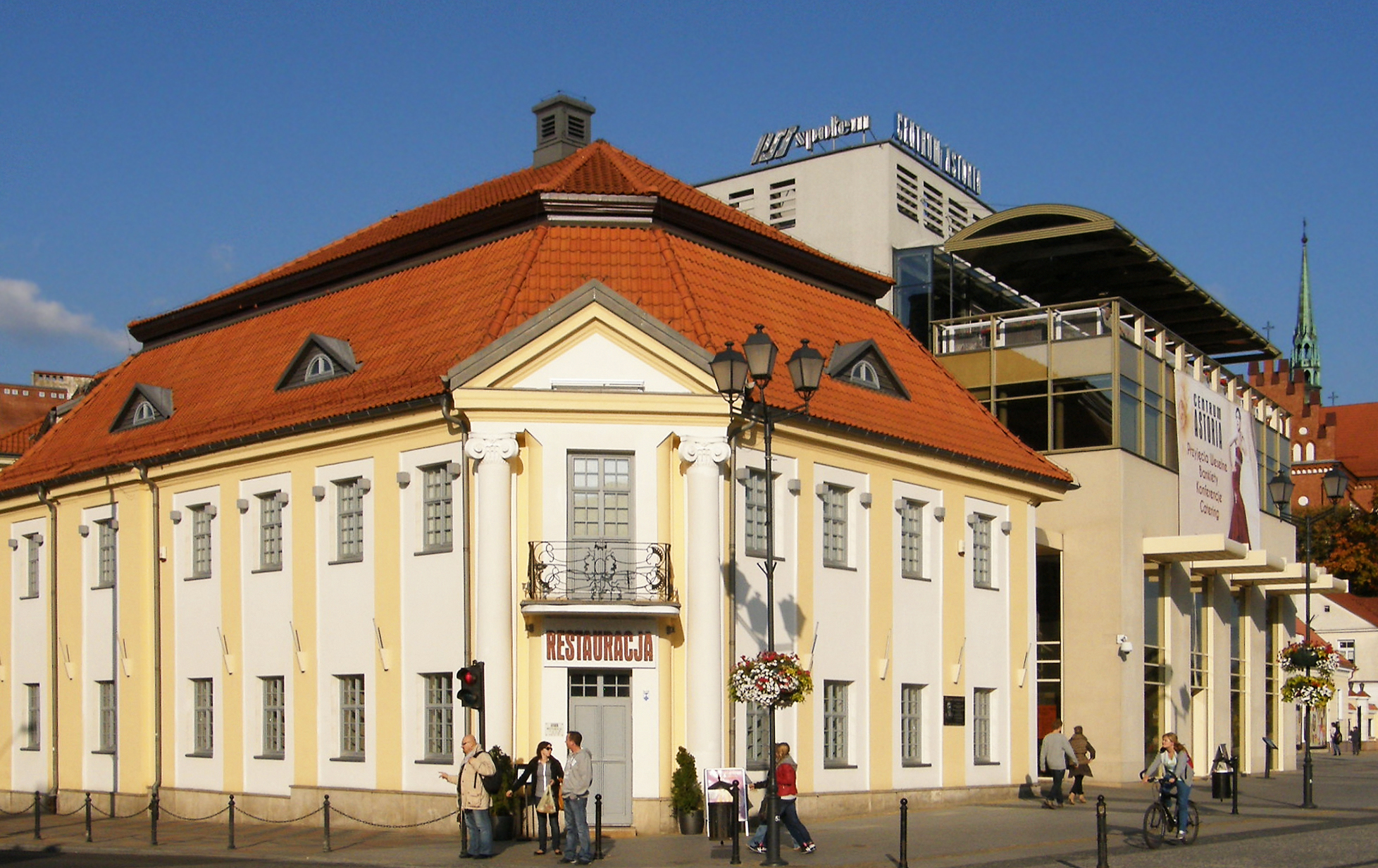
Austeria (barokowa)
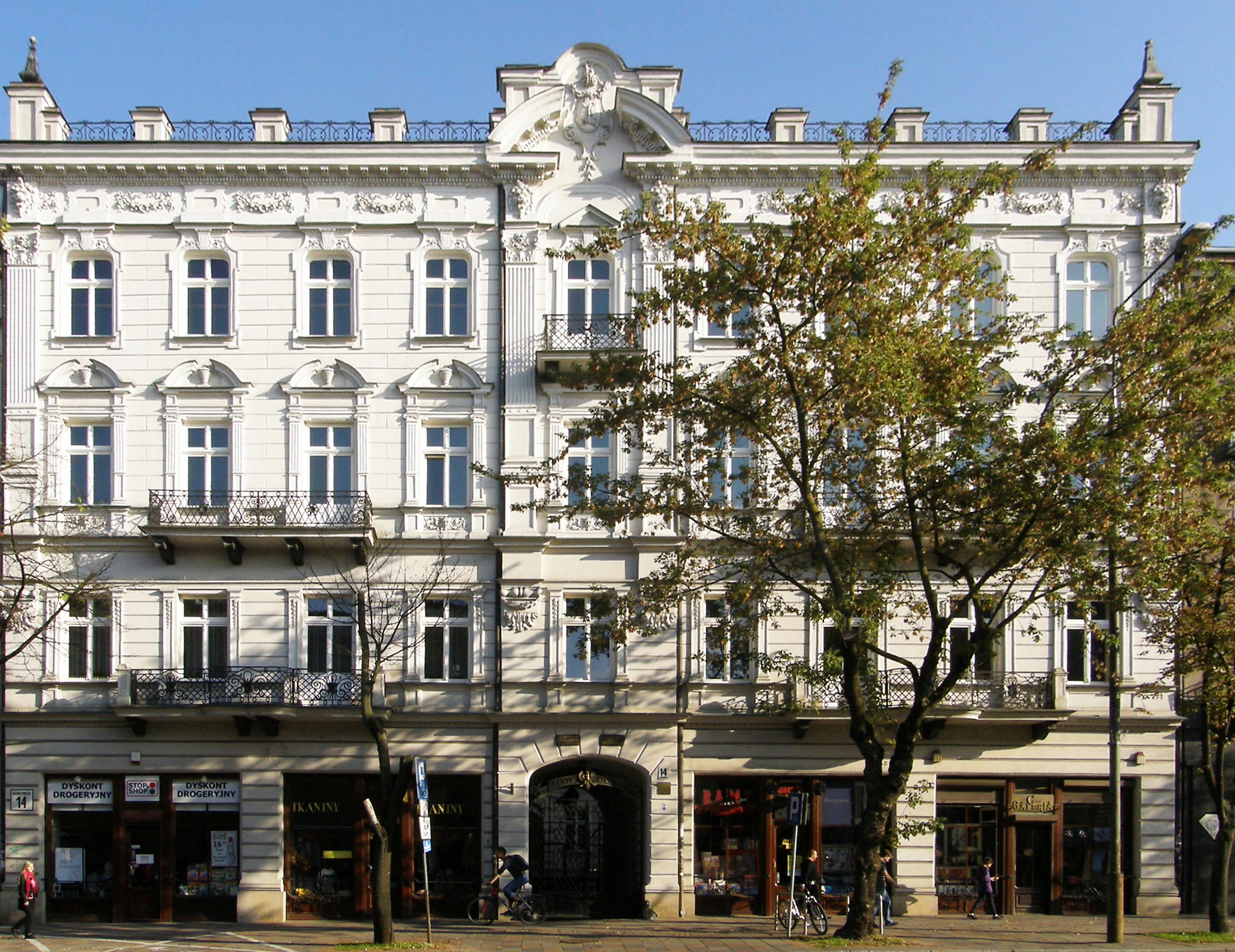
Wydział Sztuki Lalkarskiej Akademii Teatralnej im. Aleksandra Zelwerowicza w Warszawie
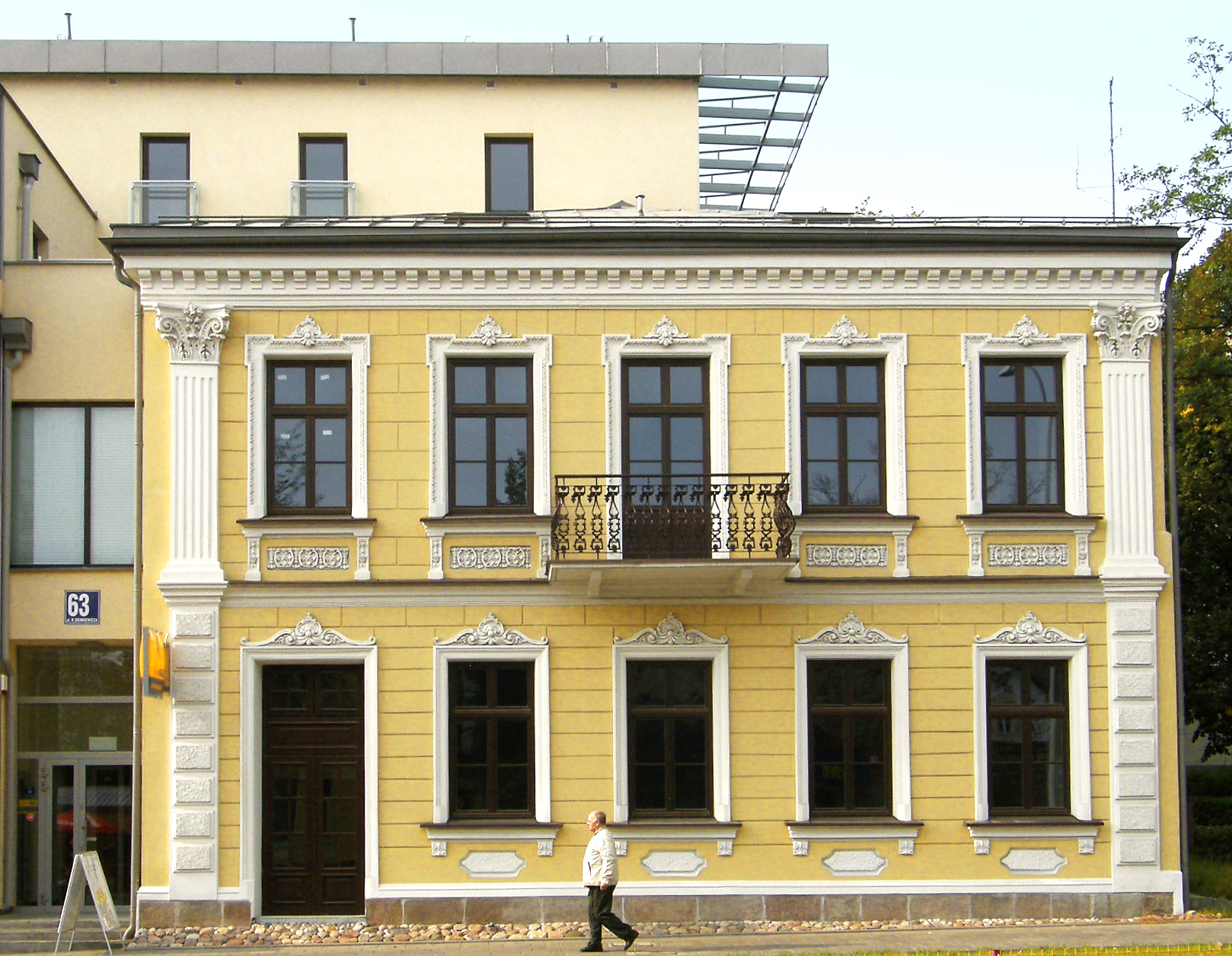
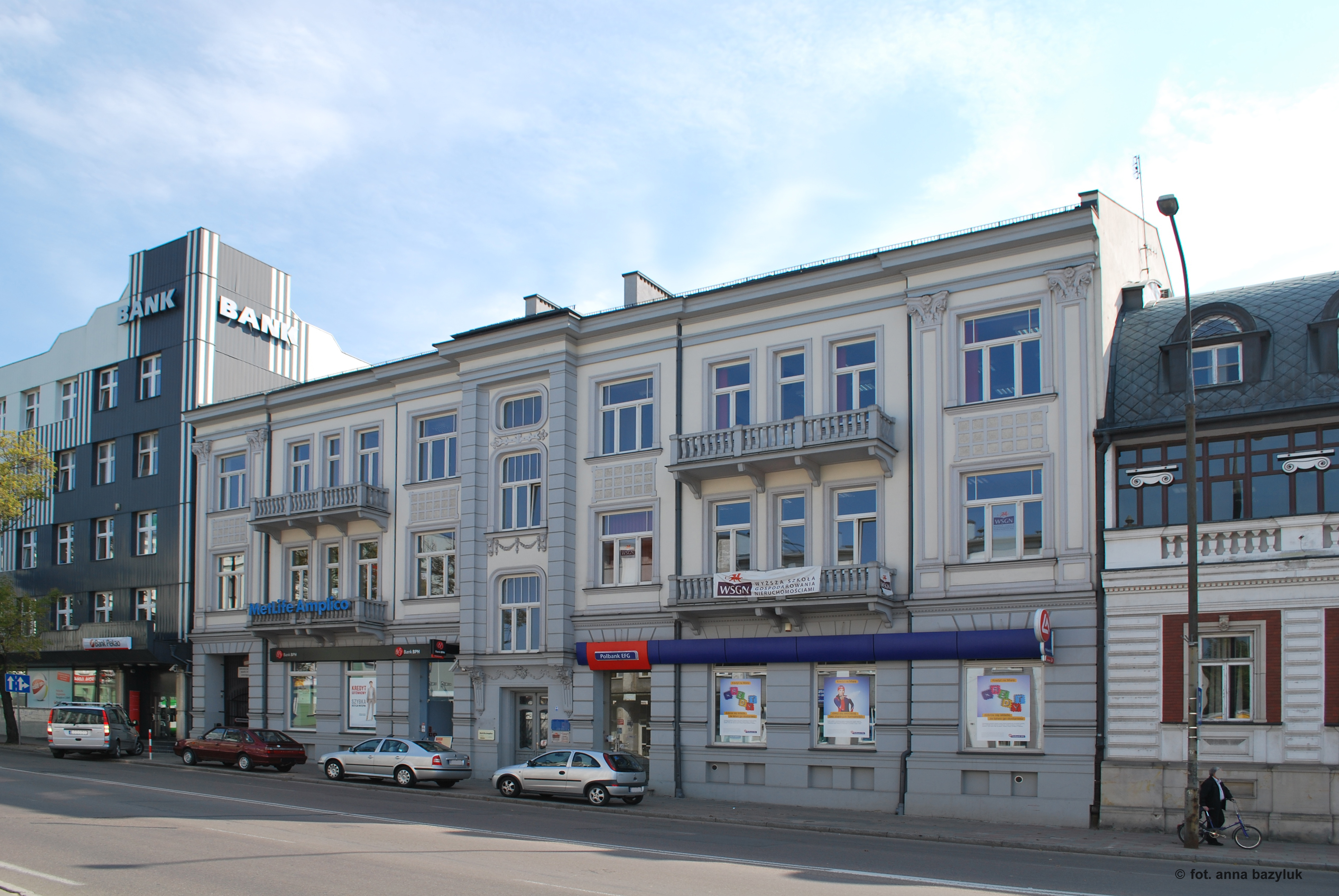